# Rafał Sznajder
Rafał Jerzy Sznajder (Będzin, 13 ottobre 1972 – Plovdiv, 13 aprile 2014) è stato uno schermidore polacco, vincitore di una medaglia d'argento e tre di bronzo ai campionati mondiali di scherma.

## Biografia
Ha preso parte a tre edizioni dei Giochi Olimpici, ottenendo come migliori risultati il quarto posto nella sciabola a squadre e il settimo nell'individuale a Atlanta 1996.
Cessata l'attività agonistica ha intrapreso quella di arbitro. È scomparso nel 2014 all'età di 42 anni a seguito di un attacco cardiaco occorsogli durante i mondiali giovanili di Plovdiv.

## Palmarès
- Mondiali di scherma

Città del Capo 1997: bronzo nella sciabola individuale.
La Chaux de Fonds 1998: bronzo nella sciabola a squadre.
Seul 1999: argento nella sciabola a squadre.
Nimes 2001: bronzo nella sciabola individuale.
- Europei di scherma

Plovdiv 1998: oro nella sciabola a squadre.
Copenaghen 2004: argento nella sciabola a squadre.
Zalaegerszeg 2005: argento nella sciabola a squadre.